# Томкинс, Эдвард
Эдвард Томкинс (англ. Edward Tomkins; 16.11.1915 — 20.09.2007) — британский дипломат.
Обучался в колледжах Ampleforth и Тринити Кембриджа.
На дипломатической службе с 1939 года и затем с 1944 года.
С 1940 года служил в армии, находился в немецком плену. Отмечен французским Военным крестом.
В 1970—1972 годах посол Великобритании в Нидерландах.
В 1972—1975 годах посол Великобритании во Франции.
Великий офицер ордена Почётного легиона (1984).